# Килица, Вилсон
Вилсон Раки Килица (алб. Vilson Kilica; 2 июня 1932, Фиери - 7 июля 2016, Тирана) – албанский живописец и скульптор, педагог. Народный художник Албании (Piktor i Popullit, 1987). Один из самых известных албанских художников соцреализм в 1960-1990 годах.

## Биография

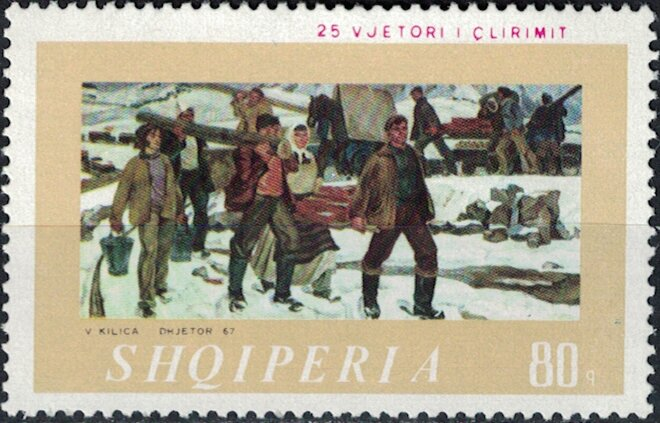
Реконструкция

В 1947–1952 годах учился в столичной художественной школе. Ученик Садика Кацели. В 1952–1958 годах продолжил образование в Ленинградском Художественном институте им. Репина в мастерской профессора Б. В. Йогансона.
Вилсон Килика много лет преподавал в Высшем институте искусств в Тиране. В 1948 -1952 гг. руководил Художественной средней школой в Тиране.
В 1958–1960 годах – сотрудник Министерства образования Албании.
С 1960 по 1969 год – первый директор Тиранского Института изобразительных искусств.
В 1969 -1973 годах – генеральный секретарь Союза писателей и художников Албании. В 1974 г. подвергся критике на 4-м пленуме Партии и был исключен из руководства Союза писателей и художников Албании «За буржуазные и ревизионистские отклонения».
Был участником многих выставок, конкурсов и национальных и международных мероприятий, организованных Албанией до 1990-х годов, более 80 работ автора находятся в частных коллекциях Италии, США, Италии, Германии, Словении, Сербии, Франции , Греция, Испания.

## Творчество
За почти пятьдесят лет творчества художник создал ряд полотен на исторические и современные темы, портреты, пейзажи и натюрморты. В 1960-1990 годах активно занимался композиционными и жанровыми  картинами в условиях строгой цензуры и самоцензуры. После 90-х годов XX века художник освобожденный от цензуры коммунистического режима, создал декоративные живописные картины, иногда с графическим акцентом. Обладая образованием, культурой и художественным опытом, воплотил несколько произведений от монументальных размеров (соавтор мозаики на фасаде Национального исторического музея - 400 м²) до миниатюрных жанровых полотен.
Автор большого количества историко-политических художественных картин албанского социалистического реализма. После 1991 года художник в основном посвятил себя созданию пейзажей и портретов.